# Immenrode
Immenrode is een Ortsteil van de Duitse stad Goslar.
Immenrode ligt ten zuiden van enkele kleine, beboste heuvelruggen in een vlak gebied enkele kilometers ten noorden van het Harzgebergte. Het ligt ten noorden van een gebied met boerenland. De agrarische sector is in Immenrode dan ook nog van enig economisch belang. Veel dorpelingen zijn echter forensen, die een werkkring in een grotere plaats in de omgeving hebben. Bij gebrek aan bezienswaardigheden speelt het toerisme er geen rol van betekenis.
Het dorp ligt op een afstand vanaf Goslar-centrum over de Bundesstraße 82 van circa 7 km in noord-noordoostelijke richting. Een klein weggetje verbindt het met Vienenburg, dat 5 km ten oosten van Immenrode ligt. Immenrode is vanuit Goslar en Vienenburg per bus te bereiken.

## Geschiedenis
De naam op -rode wijst erop, dat het dorp als nederzetting is ontstaan na het rooien van bos. De oudste vermelding van Immenrode dateert uit het jaar 1086.
Sinds de herinrichting van gemeentes in Duitsland in 1972 maakte het deel uit van Vienenburg. Op 1 januari 2014 werd de stad opgeheven en geannexeerd door Goslar. In september 2022 werd de hoofdgemeenteverordening van Goslar gewijzigd. Hierdoor werd het dorp een van de zes Ortschaften van stadsdeel Vienenburg binnen de gemeente Goslar.

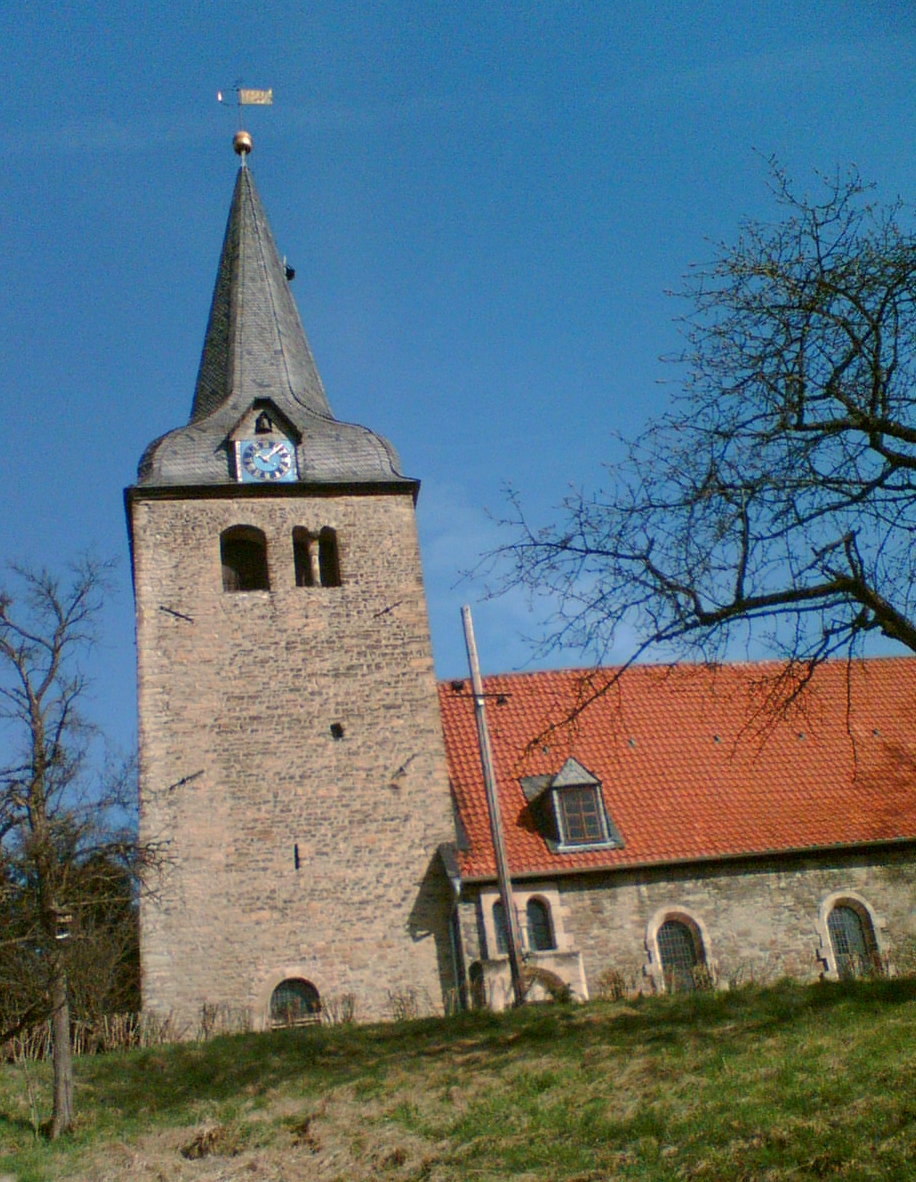
Evangelisch-lutherse dorpskerk